# كوه العليا (سياهو)
کوه العلیا (بالفارسية: کوه علیا) هي قرية تقع في إيران في قسم سياهو الريفي. يقدر عدد سكانها بـ 97 نسمة .